# Haplochytis crocochalca
Haplochytis crocochalca är en fjärilsart som beskrevs av Edward Meyrick 1933. Haplochytis crocochalca ingår i släktet Haplochytis och familjen Crambidae. Inga underarter finns listade i Catalogue of Life.